# Софизам
Софизам је погрешно расуђивање чији је циљ да превари слушаоца. Познато је да је Сократ био велики борац против софиста.
Примери Софизма:
- „Све су ретке ствари скупе, (јефтини дијаманти су ретки), они су према томе скупи.” (Француски филозоф Клапард)

или
- „Берберин брије све оне који се не брију сами, и само њих.” (Поставља се питање: Ко брије берберина? Ако брије сам себе онда је претходно тврђење нетачно! А нетачно је и ако га брије његов помоћник. Према томе тврђење је нетачно.)